# Bromhexina
La bromhexina (bromhexina clorhidrato) es un agente mucolítico y expectorante utilizado en el tratamiento de trastornos respiratorios asociados con mucosidad viscosa y excesiva.

## Descripción
La bromhexina apoya a los mecanismos naturales del cuerpo para limpiar la mucosidad de las vías respiratorias.

## Farmacocinética

### Vías de excreción
- Su excreción es a través de los riñones. El 70% del fármaco se excreta dentro de un plazo de 24 horas.

## Farmacodinámica

### Mecanismo de acción
Es secretolítico: es decir, aumenta la producción de moco seroso en el tracto respiratorio y hace que la flema sea delgada y menos pegajosa. Esto contribuye a un efecto secretomotor: ayuda a los cilios (diminutos pelos que se encuentran a lo largo del tracto respiratorio) a transportar la flema de los pulmones. Por esta razón, no debe asociarse con antitusígenos, a pesar de que se la añade a menudo a algunos jarabes. 
A veces es sustituida por su metabolito ambroxol. Uso como expectorante para fumadores.

## Uso clínico

### Presentaciones
- Jarabe 100ml 8mg/5ml
- Jarabe 120ml 4mg/5ml
- Gotas 2mg/ml
- Solución inyectable 2mg
- Comprimidos 4mg
- Solución para nebulización 0.2%

### Nombres de marca
- Normitos
- Bisolvon Forte.
- Bromexol.
- Bronquisedan MAX - sanofi-adventis Argentina S.A.
- Pulmosan Forte.
- Hoesttabletten bromhexina HCl.
- Paxirasol.
- Barkacin .
- Vasican.
- Robitussin ME.
- Oleovac - Laboratorios CHEFAR S.A.-
- Tostop.
- Loeffler
- Amiorel
- Rhinolin
- Bronquisol JGB®
- algium tos niños - colpharma
- algium tos adultos - colpharma
- Trinotos Kids - Trinomed
- Xintolvon - Omega Lab